# 初雪の恋 ヴァージン・スノー
『 初雪の恋 ヴァージン・スノー』（はつゆきのこい　ヴァージン・スノー）は、2007年5月12日公開の日韓合作の恋愛映画。
イ・ジュンギ演じる韓国からの転校生ミンと、宮崎あおい演じる少女七重の恋模様を描いたラブストーリー。

## ストーリー
陶芸家の父の仕事の都合で日本の高校へ転校することになったミン。転校前日、京都市内を探索していると、袴姿の女の子に出会う。一目惚れだった。
翌日、学校へ行くと、女の子は佐々木七重でクラスメイトだとわかる。絵を描くのが趣味の七重に必死にアプローチし、2人は付き合うことになるが、七重はある日突然姿を消してしまう。
七重の消息も分からないまま、ミンは韓国へ帰ることになってしまう。離れ離れの2人を運命が引き寄せる。しかしながら二人は最後には結ばれる。

## キャスト
- キム・ミン：イ・ジュンギ
- 佐々木七重：宮崎あおい
- 小島：塩谷瞬
- 厚佐香織：森田彩華
- 佐々木百合：柳生みゆ
- 真由美の恋人：菅原大吉
- お坊さん：松尾諭
- 福山先生：乙葉
- 佐々木真由美：余貴美子

## スタッフ
MovieWalker「初雪の恋　ヴァージン・スノー」より
- 監督：ハン・サンヒ（Han Sang-Hee）
- 製作：黒井和男、ジョナサン・キム
- プロデューサー：椿宜和、杉崎隆行、水野純一郎
- 脚本：伴一彦
- 撮影：石原興
- 音楽：Chung Jai-Hwan
- 主題歌：「未来〜風の強い午後に生まれたソネット〜」歌:森山直太朗
- 美術：犬塚進、カン・スン・ヨン（Kang Seung-Youg）
- 編集：Kyoung Min-Ho
- 録音：Song Jin-Hyuk
- エグゼクティブプロデューサー：中川滋弘、Park Jong-Keun
- 助監督：井上昌典、 Oh Hye-Sung
- 照明：ツチ野宏志
- ラインプロデューサー：Kim Sung-Soo
- プロデューサー補：金子正男
- 装飾：木下保

## 劇中に登場する名所
劇場用パンフレットより。
- 京都

 法輪寺、松尾大社、東本願寺、鴨川、小梅園（京都店）、西院、西大路三条、東寺、苔香居（山口家住宅）、清水寺、法観寺（八坂の塔）、平安神宮、西本願寺唐門、龍谷大学、三条大橋、神宮道、博宝堂、石塀小路、四条京町家、嵯峨鳥居本、京都駅、南禅寺水路閣、南禅寺三門、京都文化博物館、三条通、産寧坂（三年坂）、朝日陶庵、嵐山、渡月橋、桂川、トロッコ保津峡駅、新風館、仁和寺、御室仁和寺駅、嵯峨野竹林の道、直指庵、知恩院三門、四条通、ねねの道
- ソウル
  - 徳寿宮、ソウル市立美術館（서울시립미술관）、徳寿宮・石垣道
- 利川（イチョン）
- 神戸